# Paratrachelas maculatus
Espèce
Synonymes
- Trachelas maculatus Thorell, 1875
- Trachelas flavipes L. Koch, 1882

Paratrachelas maculatus est une espèce d'araignées aranéomorphes de la famille des Trachelidae.

## Distribution
Cette espèce se rencontre en France, en Espagne à Majorque, en Italie, en Allemagne, en Autriche, en Slovénie, en Croatie, en Hongrie, en Bulgarie, en Ukraine en Crimée, en Turquie et en Israël,,,.

## Description
Les mâles mesurent de 3,0 à 4,0 mm et les femelles de 3,4 à 5,2 mm.

## Publication originale
- Thorell, 1875 : Verzeichniss südrussischer Spinnen. Horae Societatis Entomologicae Rossicae, vol. 11, p. 39-122 (texte intégral).